# Ширманбулак
Ширманбулак (узб. Shirmonbuloq / Ширмонбулоқ) — посёлок городского типа, расположенный на территории Булакбашинского района Андижанской области Республики Узбекистан.

Статус посёлка городского типа с 2009 года.